# معهد آلان تورينج
معهد آلان تورينج أو معهد آلان تورنغ هو المعهد الوطني البريطاني لعلوم البيانات والذكاء الاصطناعي، الذي تأسس في عام 2015. وقد سُمي تيمنا بأسم العالم آلان تورنج،  العالم البريطاني الرائد في الرياضيات والحوسبة.

## الإدارة
معهد آلان تورينج هو كيان قانوني مستقل من القطاع الخاص، يعمل كمنظمة غير ربحية وكمؤسسة خيرية. حيث انه مشروع مشترك بين جامعة كامبريدج وجامعة إدنبرة وجامعة أكسفورد وكلية لندن الجامعية (UCL) وجامعة وارويك، وقد تم اختيار هذه الجامعات على أساس مراجعة النظراء الدولية. في عام 2018 ، انضم إلى المعهد ثمانية شركاء جامعيين إضافيين: جامعة كوين ماري بلندن، وجامعة ليدز، وجامعة مانشستر، وجامعة نيوكاسل، وجامعة ساوثهامبتون، وجامعة برمنغهام، وجامعة إكستر، وجامعة بريستول. يعتبر مجلس أبحاث الهندسة والعلوم الفيزيائية (EPSRC)، الممول الأساسي للمعهد، هو أيضًا عضو في المشروع المشترك. تم تعيين المسؤولية الأساسية لإنشاء معهد آلان تورينج إلى مجلس ابحاث الهندسة والعلوم الفيزيائية، مع مشاركة مستمرة من قسم الأعمال والطاقة والاستراتيجية الصناعية (BEIS) والمكتب الحكومي للعلوم. رئيس معهد آلان تورينج، المعين في يونيو 2015 ، هو هوارد كوفينجتون. ومدير المعهد والرئيس التنفيذي المعين في 2018 هو السير أدريان سميث.

## الموقع

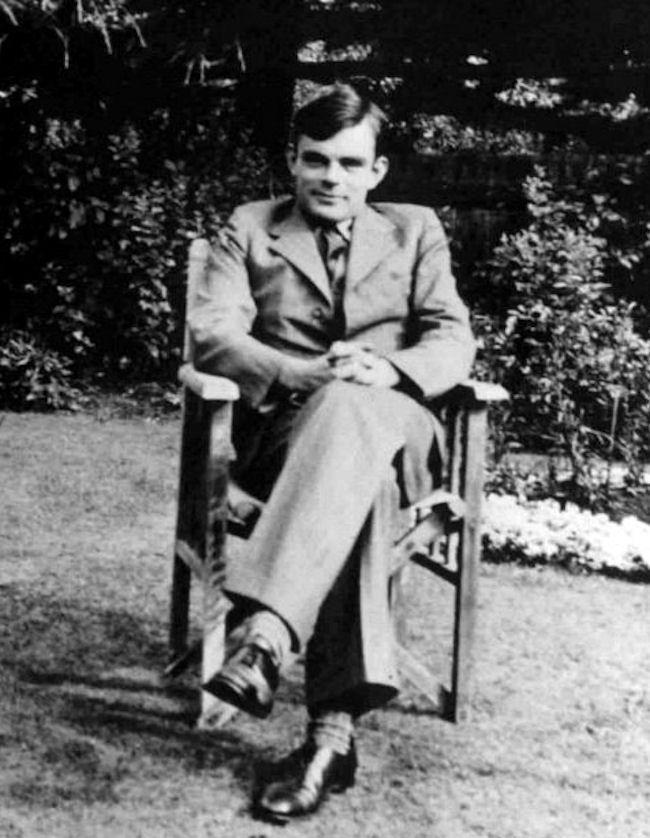
تم تسمية المعهد على شرف آلان تورينج ، غالبًا ما يُعتبر مؤسس علوم الكمبيوتر

بالتزامن مع اختيار الجامعات المؤسسة، بدأ مجلس أبحاث الهندسة والعلوم الفيزيائية (EPSRC) عملية للعثور على «شريك الموقع». الموقع المختار هو المكتبة البريطانية في لندن. تم الإعلان عن ذلك من قبل وزير المالية جورج أوسبورن في 4 ديسمبر 2014 كجزء رئيسي من ركن المعرفة. يقع معهد آلان تورينج داخل مبنى المكتبة البريطانية الحالي ومن المتوقع أن يشغل مبانٍ جديدة في تطوير مخطط له على الأرض بين معهد فرانسيس كريك والمكتبة البريطانية.

## التاريخ والأصل
معهد آلان تورينج هو نتاج غير مباشر لرسالة من مجلس العلوم والتكنولوجيا البريطاني (CST) إلى رئيس وزراء المملكة المتحدة بتاريخ 7 يونيو 2013 ، تصف «عصر الخوارزميات». تعرض الرسالة حالة مفادها أن «الحكومة، بالعمل مع الجامعات والشركات، يجب أن تنشئ مركزًا وطنيًا لتعزيز البحث المتقدم وتعزيز العمل الحقيقي في تطبيق الخوارزميات وعلم البيانات».
جاء التمويل لإنشاء المعهد من استثمار بقيمة 600 مليون جنيه إسترليني،  لتعزيز الابحاث والعمل في ما يسمى «البيانات الضخمة»، والتي أشارت إليها حكومة المملكة المتحدة في عام 2013  وأعلن عنها جورج أوزبورن، وزير الخزانة، في موازنة 2014. تم توجيه الجزء الأكبر من الاستثمار في «البيانات الضخمة» إلى البنية التحتية الحاسوبية. ومن المبلغ المتبقي، تم تخصيص 42 مليون جنيه إسترليني للمعهد لتغطية فترة الخمس سنوات الأولى من عمله. ساهمت كل من الجامعات الخمس المؤسسة بخمسة ملايين جنيه إسترليني للمعهد. تم بالفعل الإشارة إلى تمويل إضافي من الشركات والمؤسسات والهيئات الحكومية. 
يتناسب إنشاء ودعم معهد آلان تورينج مع المشهد التنظيمي المعقد في المملكة المتحدة، الذي يشمل إنشاء معهد البيانات المفتوحة والمنجنيق الرقمي واستثمارات البنية التحتية لعلوم البيانات والتقنية. الدور المحدد للمعهد هو توفير الخبرة والأبحاث الأساسية في الرياضيات والخوارزميات اللازمة لحل مشاكل العالم الحقيقي.

## اشخاص من المعهد
- هوارد كوفينجتون، رئيس المعهد منذ عام 2015
- السير أدريان سميث، المدير التنفيذي منذ عام 2018

## روابط خارجية
- الموقع الرسمي
- ندوة النظرية والخوارزميات في علوم البيانات - سلسلة من المحادثات في معهد آلان تورينج